# Ruská Poruba
Ruská Poruba, russinisch Руьска Поруба/Ruska Poruba (bis 1927 auch slowakisch Poruba; ungarisch Oroszvágás – bis 1907 Oroszporuba) ist eine Gemeinde im Osten der Slowakei mit 205 Einwohnern (Stand: 31. Dezember 2024), die zum Okres Humenné, einem Kreis des Prešovský kraj, gehört. Sie ist Teil der traditionellen Landschaft Zemplín.

## Geographie
Die Gemeinde befindet sich in den Niederen Beskiden am Übergang vom westlich gelegenen Bergland Ondavská vrchovina in das östlich liegende Bergland Laborecká vrchovina, im oberen Tal des Baches Sitnička im Einzugsgebiet der Oľka und weiter der Ondava. Das Ortszentrum liegt auf einer Höhe von 250 m n.m. und ist 30 Kilometer von Humenné entfernt.
Nachbargemeinden sind Závada im Norden, Oľka im Nordosten und Osten, Ruská Kajňa im Südosten, Vyšná Sitnica im Süden, Prituľany im Südwesten und Westen und Jakušovce im Nordwesten.

## Geschichte
Ruská Poruba entstand nach deutschem Recht und wurde zum ersten Mal 1454 als Poruba schriftlich erwähnt. Bis 1767 war das Dorf Teil der Herrschaft von Stropkov, später war es Besitz von Familien wie Horváth und Pethő. 1598 standen 11 Häuser in Ruská Poruba, 1720 gab es eine Mühle und 12 Haushalte. 1787 hatte die Ortschaft 39 Häuser und 345 Einwohner, 1828 zählte man 35 Häuser und 265 Einwohner, die als Landwirte und Waldarbeiter tätig waren.
Bis 1918 gehörte der im Komitat Semplin liegende Ort zum Königreich Ungarn und kam danach zur Tschechoslowakei beziehungsweise heute Slowakei. In der Zeit der ersten tschechoslowakischen Republik verblieb die Bevölkerung bei traditionellen Erwerbstätigkeiten. Während des Zweiten Weltkriegs setzten NS-deutsche Truppen am 21. November 1944 den Ort wegen Partisanenunterstützung in Brand. Nach dem Zweiten Weltkrieg pendelte ein Teil der Einwohner zur Arbeit in Betriebe in der Umgebung.

## Bevölkerung
| Jahr                | 1994 | 2004    | 2014     | 2024     |
| ------------------- | ---- | ------- | -------- | -------- |
| Anzahl der Personen | 276  | 286     | 238      | 205      |
| Unterschied         |      | +3,62 % | −16,78 % | −13,86 % |

| Jahr                | 2023 | 2024    |
| ------------------- | ---- | ------- |
| Anzahl der Personen | 199  | 205     |
| Unterschied         |      | +3,01 % |

Nach der Volkszählung 2011 wohnten in Ruská Poruba 248 Einwohner, davon 174 Russinen, 65 Slowaken sowie jeweils ein Russe, Tscheche und Ukrainer. Sechs Einwohner machten keine Angabe zur Ethnie.
223 Einwohner bekannten sich zur griechisch-katholischen Kirche, 15 Einwohner zur römisch-katholischen Kirche und zwei Einwohner zur orthodoxen Kirche. Zwei Einwohner waren konfessionslos und bei sechs Einwohnern wurde die Konfession nicht ermittelt.

## Bauwerke und Denkmäler
- griechisch-katholische Kirche Entschlafung der allheiligen Gottesgebärerin im Barockstil aus dem Jahr 1777[6]

## Verkehr
Nach Ruská Poruba führt nur die Cesta III. triedy 3820 („Straße 3. Ordnung“) von Nižná Sitnica und Vyšná Sitnica heraus und weiter nach Závada, wo die Straße ohne Weiterführung endet.